# Konkuy-Koro
Ne doit pas être confondu avec Konkuy-Boho.
Konkuy-Koro est une commune située dans le département de Doumbala de la province de Kossi au Burkina Faso.

## Santé et éducation
La commune accueille un centre de santé et de promotion sociale (CSPS).